# Trigonosporus
Trigonosporus là một chi thích ty bào thuộc họ Myxobolidae.
Loài:
- Trigonosporus acanthogobii Hoshina, 1952
- Trigonosporus zhejiangensis Wu, Jiang & Wang, 1989